# Вільхуватка (Ізюмський район)
Вільхува́тка — село в Україні, у Балаклійському районі Харківської області. Населення становить 296 осіб. До 2020 орган місцевого самоврядування — Морозівська сільська рада.

## Історія
Село постраждало внаслідок геноциду українського народу, проведеного урядом СССР в 1932—1933 роках, кількість встановлених жертв в Морозівці, Вустимівці, Бородоярському, Ковтунівці, Вільхуватці — 135 людей.
12 червня 2020 року, відповідно до Розпорядження Кабінету Міністрів України  № 725-р «Про визначення адміністративних центрів та затвердження територій територіальних громад Харківської області», увійшло до складу Савинської селищної територіальної громади.
19 липня 2020 року, в результаті адміністративно-територіальної реформи та ліквідації Балаклійського району, село увійшло до складу новоутвореного Ізюмського району.

## Географія
Село Вільхуватка знаходиться за 1 км від села Бородоярське і за 5 км від міста Балаклія. Навколо села болотиста місцевість на півдні покрита лісом, багато озер, за 1 км протікає річка Сіверський Донець.

## Населення

### Мова
Розподіл населення за рідною мовою за даними перепису 2001 року:
| Мова            | Кількість | Відсоток |
| --------------- | --------- | -------- |
| українська      | 268       | 90.54%   |
| російська       | 24        | 8.11%    |
| білоруська      | 1         | 0.34%    |
| вірменська      | 1         | 0.34%    |
| інші/не вказали | 2         | 0.67%    |
| Усього          | 296       | 100%     |

## Економіка
- Вільхуватське рибогосподарство. Сфера діяльності: рибальство.

## Також
- Перелік населених пунктів, що постраждали від Голодомору 1932-1933, Харківська область